# Kavadh II.

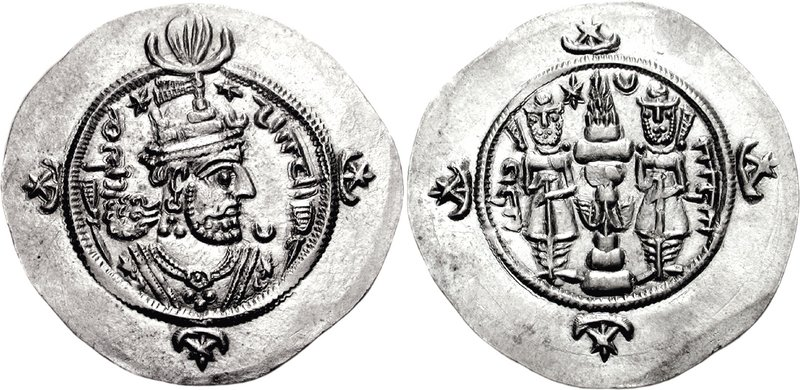
Münze Kavadhs II.

Kavadh II. (persisch قباد Qobād oder Qubād; * als Šērōy bzw. Seroe bzw. Siroe; gestorben im September 628) war ein persischer Großkönig aus dem Geschlecht der Sassaniden, der im Jahr 628 regierte.
Der persische Großkönig Chosrau II. (590–628) versuchte unter dem Einfluss seiner christlichen Königin Schirin, nicht Siroe, den ältesten Sohn Chosraus II. mit einer anderen Frau, sondern ihren ältesten Sohn Mardanschah zum Nachfolger zu küren. Siroe war der Sohn von Chosraus II. erster Ehefrau Maria, die in manchen Quellen als die Tochter des oströmischen Kaisers Maurikios bezeichnet wird, was aber sehr unwahrscheinlich ist.
Infolge der Niederlage Chosraus II. in dem seit 603 tobenden Krieg gegen den oströmischen Kaiser Herakleios verlor der König bei einem Teil des Adels sowie bei mehreren führenden Offizieren den Rückhalt. Es kam zu einer gegen Chosrau II. gerichteten Adelsverschwörung. Das Ziel war die Beendigung des Krieges mit Ostrom, wobei sie offenbar jegliches Vertrauen in den König verloren hatten. Dies führte im Februar 628 zur Einkerkerung des Königs. Siroe, der übergangene Thronfolger, war von der Spitze der Verschwörer als Nachfolger vorgesehen und bestieg als Kavadh II. den Sassanidenthron. An dem Umsturz waren unter anderem ein Sohn von Chosraus II. ehemaligen Finanzberater Yazdin, den der Großkönig hatte hinrichten lassen, und zwei Söhne des Generals Schahrbaraz beteiligt. Chosrau II. wurde Ende Februar 628 im Gefängnis getötet. Siroe ließ auch Mardanschah und seine anderen Brüder ermorden, um so seinen Thronanspruch abzusichern. Vor allem aber leitete er mit dem Oströmischen Reich Friedensverhandlungen ein; der Inhalt eines Briefes an Herakleios ist uns durch das Chronicon Paschale (Osterchronik) überliefert.
Kavadh Siroe starb jedoch bereits nach wenigen Monaten im September des Jahres 628, sodass das Gerücht entstand, er sei von Schirin vergiftet worden; allerdings ist es möglich, dass Schirin bereits vor Kavadh verstarb. Nach anderen Berichten starb der König im Zusammenhang mit einem weiteren Pestausbruch. Tabari schildert in seinen Annalen: „Die Pest soll sich in seinen Tagen [Kavadhs II.] ausgebreitet und die Perser bis auf wenige hingerafft haben.“ Sein Tod erfolgte zu einem fatalen Zeitpunkt: Die Münzprägungen belegen, dass Kavadh II. noch die weitgehende Kontrolle über das Reich und das Militär hatte, während unter seinen nur kurze Zeit und teils konkurrierend zueinander herrschenden Nachfolgern das Sassanidenreich ins Chaos stürzte. Für das Perserreich begann nun eine Phase von Thronwirren, bis Yazdegerd III. die Lage wieder unter Kontrolle bringen konnte, doch folgte bald darauf die Eroberung des Reiches durch die Araber (siehe Islamische Expansion).
Die wichtigste Quelle für Kavadhs Regierungszeit stellt die Universalgeschichte Tabaris dar, der darin verlorene sassanidische Berichte verwertet hat. Ebenso gehen unter anderem die oben erwähnte Osterchronik, der Verfasser des Anonymus Guidi, der armenische Geschichtsschreiber (Pseudo-)Sebeos und der byzantinische Chronist Theophanes (A.M. 6118, 6119 und 6120) auf Kavadh ein.
1649 wurde Siroe zur Figur des französischen Historiendramas Cosroès von Jean Rotrou. Der italienische Dichter Pietro Metastasio verfasste um 1726 das Libretto Siroe, das zur Grundlage von über 35 Opern wurde und u. a. von Vivaldi, Hasse und Händel vertont wurde.